# Parchowo
Parchowo bzw. kaschubisch Parchòwò (deutsch Parchau) ist ein Dorf im Powiat Bytowski der Woiwodschaft Pommern in Polen. Es ist Sitz der Landgemeinde Parchowo. Die Gemeinde mit mehr als 3700 Einwohnern hat 2006 Kaschubisch als zweite Amtssprache eingeführt.

## Geografie
Parchowo liegt zwischen den Städten Gdańsk (Danzig) und Słupsk (Stolp) in einer landschaftlich reizvollen Gegend, die von Wäldern und Seen geprägt ist. Das Gebiet gehört zur Kaschubischen Seenplatte. In unmittelbarer Nähe befindet sich der 384 Hektar große Mausz (Großer Mausch-See). Nahe gelegen ist ebenfalls ein 214 Hektar großes Torf- und Waldnaturschutzgebiet. Die nächste größere Stadt ist Bytów (Bütow), 17 Kilometer westlich gelegen.

## Geschichte
Vormittelalterliche Urnenfunde zeugen von einer frühen Besiedlung um das heutige Parchowo. Im Jahre 1253 wurde der Ort schriftlich von einem Bischof Wolimir erwähnt, der von einem Erlass des Zehnten wegen der schlechten Ertragslage der Landwirtschaft berichtet. Es wird angenommen, dass die Pfarrei um 1230 vom pommerellischen Herzog Swantopolk II. errichtet wurde. Während der Zugehörigkeit zu Pommerellen unterstand der Ort dem Burgbezirk von Chmielno (Chmelno).
Nach dem Aussterben der pommerellischen Herzöge fiel das Land 1310 an den Deutschen Orden, doch regelten sich die örtlichen Angelegenheit Parchowos weiter nach polnischem Recht. Die Ordensritter herrschten hier bis 1466, ehe sie mit dem Zweiten Thorner Frieden Pommerellen an Polen abgeben mussten.
Von 1567 bis 1772 war Parchowo Sitz einer Starostei, die Pfarre gehörte jedoch lange Zeit zum Dekanat Bütow in Pommern. Im Jahre 1666 brach im Ort ein großer Brand aus, dem auch die hölzerne Kirche zum Opfer fiel. Sie wurde jedoch schon im gleichen Jahr wieder aufgebaut.
Als Folge der Ersten polnischen Teilung von 1772 kam Parchowo unter preußische Herrschaft. Es lag nun mit seinem deutschen Namen Parchau in der Provinz Westpreußen und kam nach der preußischen Verwaltungsreform zum Kreis Karthaus im Regierungsbezirk Danzig. 1855 wurde der Neubau der heute noch bestehende St.-Nikolaus-Kirche geweiht. Vor dem Ausbruch des Ersten Weltkrieges hatte der Ort 660 Einwohner.
Durch den Versailler Vertrag verlor Deutschland große Teile Westpreußens, und so kam Parchau/Parchowo 1920 wieder zu Polen. Es wurde nun im Powiat Kartuzy in der Woiwodschaft Danzig verwaltet. Nach dem deutschen Überfall auf Polen geriet Parchowo unter deutsche Besetzung, die bis zum März 1945 anhielt.

## Söhne und Töchter des Ortes
- Mechthild Sarrazin (1920–2014), deutsche Bildhauerin und Malerin